# Sarah Millican
Sarah Jane Millican (South Shields, 29 mei 1975) is een Engelse komiek, radio-dj, schrijfster en presentatrice. Millican won de komedieprijs voor beste nieuwkomer op het Edinburgh Festival Fringe in 2008. Millican behoort tot de grote namen van de Engelse comedyscene en staat bekend om haar herkenbare en schunnige humor. Ze is vaak aanwezig bij tv-shows zoals Have I Got News For You en Never Mind the Buzzcocks.

## Carrière
Millican's debuutshow Sarah Millican's Not Nice tijdens het Edinburgh Festival Fringe was sterk geïnspireerd door haar scheiding en won in 2008 de if.comedy-prijs voor Beste Nieuwkomer. In het voorjaar van 2009 begon ze met de try-outs van haar tweede show in Edinburgh, waarbij ze enthousiaste recensies kreeg. De krant The Journal uit Newcastle prees Millicans "scherpe observaties van gender gerelateerd gedrag". Haar derde show, Chatterbox, werd gepresenteerd in de Stand Comedy Club tijdens Fringe 2010. De show werd genomineerd voor de belangrijkste Edinburgh Comedy Award maar Millican verloor van Russell Kane.
Millican is als panellid verschenen bij verschillende Britse tv-shows waaronder 8 Out of 10 Cats, Have I Got News for You, Mock the Week, You Have Been Watching, Would I Lie to You?, QI en Never Mind the Buzzcocks, en als artiest op The Secret Policeman's Ball 2008 en op 4 Stands Up. Ze is ook een paar keer verschenen als deelnemer aan de Channel 4 crossover-spelshow 8 Out of 10 Cats Does Countdown. Op 11 december 2009 verscheen Millican in Live at the Apollo en in 2010 was ze headliner in Michael McIntyre's Comedy Roadshow.
Millican's televisieserie, The Sarah Millican Television Program, werd voor het eerst uitgezonden op 8 maart 2012 op BBC Two. In november 2012 bracht ze een vervolg-live-dvd uit, Thoroughly Modern Millican. Op 15 januari 2013 begon ze met de presentatie van een tweede serie van The Sarah Millican Television Program. Millican werd genomineerd voor de BAFTA Entertainment Performance Awards 2013 en 2014 voor haar werk in The Sarah Millican Television Program.
Haar radioserie, Sarah Millican's Support Group, werd op 18 februari 2010 uitgezonden op BBC Radio 4. Een tweede serie debuteerde op 2 mei 2011 op BBC Radio 4 Extra. Ze was regelmatig co-host van de satirische nieuwsshow 7 Day Sunday op BBC Radio 5 Live samen met komieken Chris Addison en Andy Zaltzman en elke week een andere gast. De eerste aflevering werd uitgezonden in januari 2010. Millican en Addison verlieten de show op 27 februari 2011. In 2019 begon Millican met de presentatie van de comedy-panelshow Elephant in the Room voor Radio 4.
In september 2014 richtte Millican Standard Issue op, een online magazine voor vrouwen, dat in februari 2016 werd opgevolgd door een spin-off podcast.
Millicans autobiografie, How to be Champion, werd in oktober 2017 gepubliceerd  Data werden later aangekondigd voor haar Britse tournee in 2018, Control Enthusiast, die later werd uitgebreid naar Oceanië en Canada.
In november 2019 begon Millican een YouTube- kanaal, waar ze videoclips van haar stand-upshows en The Sarah Millican Television Program uploadde, evenals interviews van andere shows. Sinds november 2022 heeft het kanaal meer dan 65 miljoen views en 400.000 abonnees. Gedurende de lockdown van de COVID-19-pandemie begin 2020, begon Millican met het uploaden van een reeks video's met de titel "How to Be Champion Storytime", waarin ze elke dag een deel van haar autobiografie las. In 2021 begon ze door het Verenigd Koninkrijk te toeren met haar zesde stand-upshow, Bobby Dazzler. Een live-opname van de show werd in februari 2023 exclusief via haar website uitgebracht. De Bobby Dazzler show was in 2022 in Nederland te zien in Carré. Eerder was Millican te zien in het DeLaMar theater met haar show Control Enthusiast.
In november 2022 kondigde Millican haar nieuwe tour aan, Late Bloomer, die naar verwachting van september 2023 tot oktober 2024 meer dan 100 shows zal duren.

## Privéleven
Millican is geboren en getogen in South Shields, Engeland. Ze ging naar de Mortimer Comprehensive School, die later Mortimer Community College werd, en werkte daarna als ambtenaar bij een uitzendbureau. Ze trouwde op 5 november 1997, maar scheidde in 2004 en trok voor twee en een half jaar weer bij haar ouders in. Na haar scheiding vond Millican troost in het bijwonen van schrijfworkshops in lokale theaters, zoals in Newcastle's Live Theatre en het Customs House in South Shields. Grappen over haar mislukte huwelijk vormden aanvankelijk het merendeel van Millicans komische materiaal.
Ze begon in 2006 een relatie met collega-stand-upcomedian Gary Delaney. Het echtpaar ging samenwonen en trouwde in december 2013.

## Live stand-up opnames
| Titel                           | Uitgegeven       | Opmerkingen                                          |
| ------------------------------- | ---------------- | ---------------------------------------------------- |
| Chatterbox Live                 | 21 november 2011 | Live in het Bloomsbury Theatre in Londen             |
| Thoroughly Modern Millican Live | 12 november 2012 | Live in de Londense HMV Hammersmith Apollo           |
| Home Bird Live                  | 17 november 2014 | Live in het Tyne Theatre en Opera House in Newcastle |
| Outsider Live                   | 21 november 2016 | Live in Brighton 's Dome                             |
| Controle Enthousiast Live       | 3 december 2018  | Live in de Symphony Hall in Birmingham               |
| Bobby Dazzler Live              | 10 februari 2023 | Live in Dartford 's Orchard Theatre                  |